# Havana Times
Havana Times (HavanaTimes.org) ist eine linksgerichteter, unabhängiger kubanischer Blog. Sitz der Redaktion ist in Nicaragua, jedoch lebt die Mehrheit der Autoren und Fotografen in Kuba. Er erscheint auf Englisch und Spanisch.
Gegründet wurde Havana Times im Oktober 2008 vom US-Amerikaner Circles Robinson. Dieser lebte seit dem Jahr 2001 in Kuba und arbeitete für die Nachrichtenagentur Prensa Latina und die staatliche Übersetzeragentur ESTI, weshalb ihm vorgeworfen wurde, mit seinem Webprojekt kubanische Regierungspropaganda zu betreiben. Da die Herausgabe einer regierungskritischen Website unvereinbar mit seinem Beruf war und Robinson von offizieller Seite zahlreiche Steine in den Weg gelegt wurden, was Havana Times betraf, verließ er Kuba 2009 wieder und ging zurück nach Nicaragua, wo er zuvor 17 Jahre lebte. Zunächst erschienen die Beiträge ausschließlich auf Englisch, übersetzt von Freiwilligen in den USA. Nach weniger als einem Jahr kam die spanischsprachige Version dazu. Heute (Stand: Mai 2015) hat die Website 7500 Artikel und täglich 3000 Visits.
Gefragt, was „unabhängig“ für ihn bedeute, meinte Gründer Robinson: „Unabhängig von sowohl der kubanischen als auch der US-Regierung sowie kubanischen Exilgruppen in Miami und allen Programmen, welche durch sie direkt oder indirekt unterstützt werden. Unabhängig von jeder politischen Partei, Organisation oder Bewegung.“ Jedoch sei die Wahrung dieser Unabhängigkeit eine echte Herausforderung „in einem Land, wo die Arbeit für ein unabhängiges digitales Medium anerkanntermaßen ein Tabu für die Regierung und die meisten Bewohner ist“. Jeder, der an diesem Projekt teilnehmen wolle, müsse „bereit sein, das Risiko einer Verfolgung in ihrem persönlichen und professionellen Leben auf sich zu nehmen.“
Zahlreiche junge Autoren schreiben kritisch über die kubanische Politik und Gesellschaft aus sozialistischer und links-demokratischer Sicht. Sie schreiben sowohl über das tägliche Leben auf Kuba, jedoch auch über die Politik des Landes. Neben diesen jungen Autoren gibt einige ältere Schreiber, welche sich aus links-kritischer Sicht mit dem Land auseinandersetzen, jedoch eher einen stärkeren orthodox-marxistischen Hintergrund haben. Der wichtigste unter ihnen dürfte der kubanische Diplomat im Ruhestand Pedro Campos Santos sein. Die Beiträge der älteren Mitstreiter werden als meist deutlich detaillierter und fundierter ausgearbeitet als die der jüngeren Kollegen bezeichnet.